# Kirksalmi
Kirksalmi är ett sund i Finland.   Det ligger i landskapet Kymmenedalen, i den södra delen av landet, 120 km öster om huvudstaden Helsingfors. Kirksalmi ligger vid ön Kirkonmaa.